# Mangerit
Mangerit ist ein zu den Granitoiden gehörendes plutonisches Gestein intermediärer Zusammensetzung.

## Etymologie und Erstbeschreibung
Das Gestein Mangerit wurde nach seiner Typlokalität, der norwegischen Ortschaft Manger in Vestland (nördlich von Bergen) benannt. Es wurde erstmals 1903 von Carl Frederik Kolderup wissenschaftlich beschrieben.

## Petrographie

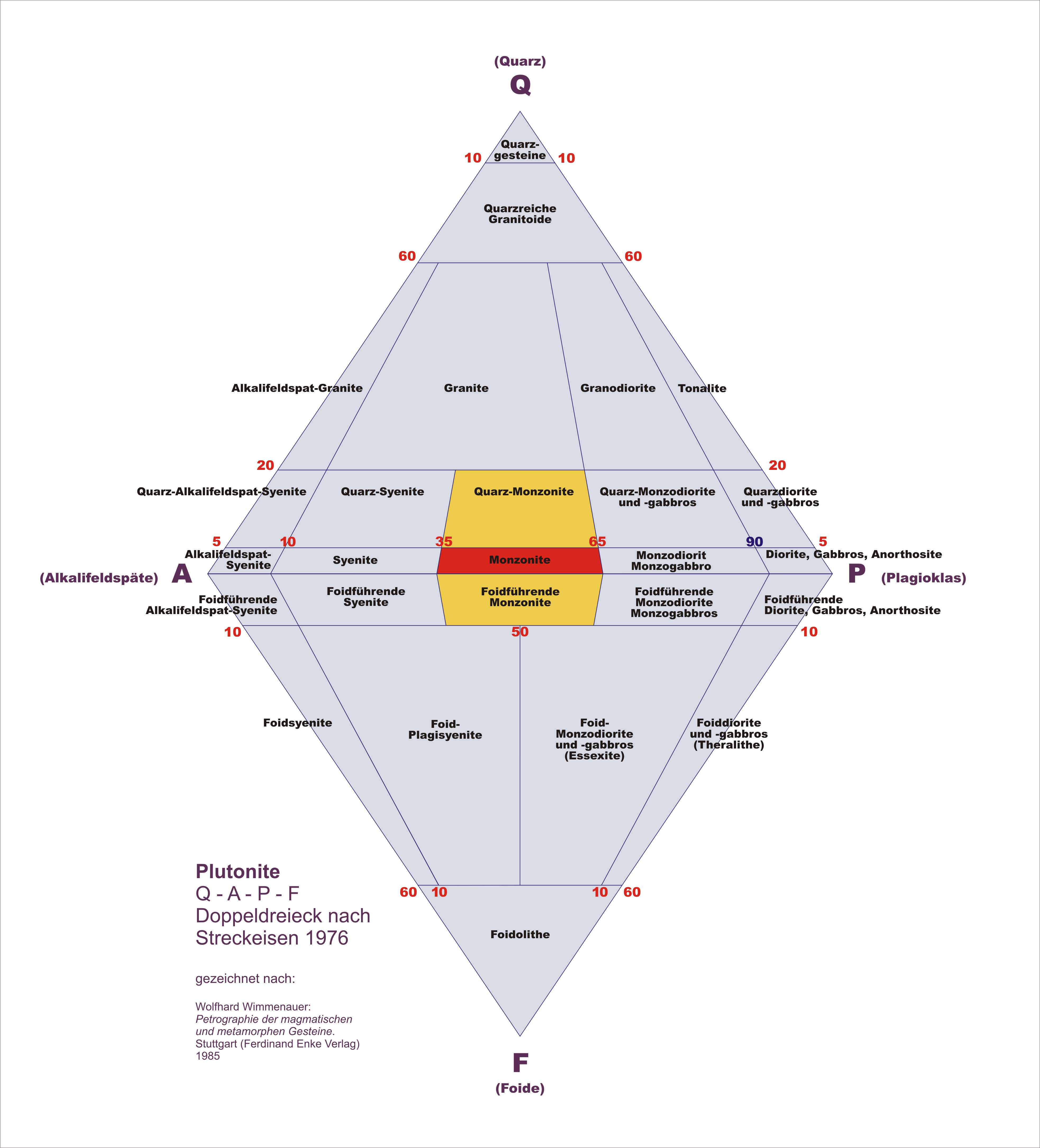
Im Streckeisendiagramm sind die Mangerite identisch mit den Monzoniten

Mangerite gehören zur Gesteinsserie der Orthopyroxen-führenden Charnockite. Es handelt sich bei Mangeriten um Orthopyroxen-Monzonite (meist mit Hypersthen), die im Streckeisendiagramm im QAPF-Feld 8 der Monzonite zu liegen kommen. Sie haben einen intermediären SiO2-Gehalt und ungefähr gleiche Volumenanteile an Alkalifeldspat und Plagioklas. Sie zeichnen sich durch relativ häufig vorkommenden Mesoperthit aus.

## Mineralogie
In Mangeriten können folgende Minerale auftreten:
- Alkalifeldspat (Mesoperthit)
- Plagioklas
- Quarz
- Hypersthen
- Klinopyroxen
- Biotit
- Olivin (Fayalit) – selten
- Amphibol

## Vorkommen
Mangerite treten vorwiegend in metamorphen Gürteln des Proterozoikums auf, meist in Vergesellschaftung mit Noriten, Anorthositen, Charnockiten und Rapakiwi-Graniten. Sie sind außerdem ein Bestandteil der so genannten AMCG-Plutone (Akronym für Anorthosit, Mangerit, Charnockit und Granit).
Neben der Typlokalität bei Bergen seien folgende Beispiele angeführt:
- Svekofennische Orogenese
  - Lofoten in Nordnorwegen[2]
- Medecine-Bow-Orogenese in Wyoming – AMCG-Plutone
  - Horse-Creek-Anorthosit – 1760 Millionen Jahre BP[3]
- Laramie-Anorthosit – AMCG-Pluton – 1430 Millionen Jahre BP[4]
- Pinwarian-Orogenese in Labrador – AMCG-Plutone – 1520 bis 1460 Millionen Jahre BP
  - Michikamau – 1460 Millionen Jahre BP
  - Harp Lake – 1448 bis 1426 Millionen Jahre BP
  - Mistastin – um 1420 Millionen Jahre BP
- Grenville-Orogen – AMCG-Plutone – 1090 bis 980 Millionen Jahre BP
  - Bloomingdale-Mangerit in den Adirondacks – 1164 Millionen Jahre BP[5]
  - Mangeritgang in Anorthosit von Wabeek, Adirondacks – 1160 Millionen Jahre BP
- Svekonorwegische Orogenese (1100 bis 930 Millionen Jahre BP):
  - Lopolith von Bjerkreim-Sokndal in Südnorwegen (Mangerit und Quarzmangerit) – zirka 930 bis 920 Millionen Jahre BP[6]
  - Fayalit-führender Mangerit von Morkeheia bei Gjerstad in Südnorwegen[7]
- Aïr, Niger – AMCG-Plutone  (subvulkanische Ringkomplexe) – 420 bis 410 Millionen Jahre BP (Silur-Devon-Grenze)[8]
- Alpidische Orogenese:
  - Massiv von Predazzo in Norditalien (Orthopyroxen-führende Monzonite) – Trias (Ladin), um 230 Millionen Jahren BP